# بلک‌واتر (بازی تاج‌وتخت)
«بلک‌واتر» (انگلیسی: Blackwater) نهمین قسمت از فصل دوم مجموعه بازی تاج‌وتخت است که در ۲۷ مه سال ۲۰۱۲ از شبکهٔ اچ‌بی‌او پخش شد. این قسمت توسط جرج آر. آر. مارتین، نویسنده کتاب ترانه یخ و آتش که مجموعهٔ تلویزیونی برگرفته از آن است، نوشته شده و نیل مارشال نیز آن‌را کارگردانی کرده‌است.
کل این قسمت دربارهٔ نبرد رودخانه بلک‌واتر است که به اوج خود رسیده؛ استنیس باراثیون حملهٔ بزرگی را از طرف خلیج بلک‌واتر به پایتخت وستروس ترتیب داده است و سپاه لنیسترها نیز توسط تیریون رهبری می‌شود. برخلاف قسمت‌های پیشین، این قسمت داستان‌های موازی شخصیت‌های خارج از کینگزلندینگ را نمایش نمی‌دهد.